# Țânțăreni
Ţânţăreni é uma comuna romena localizada no distrito de Gorj, na região de Oltênia. A comuna possui uma área de 45.49 km² e sua população era de 5866 habitantes segundo o censo de 2007.